# Château des Fougis
Le château des Fougis est un château situé à Thionne, en France.

## Localisation
Le château est situé sur la commune de Thionne,  à 2 km au nord-ouest du bourg, dans le département de l'Allier,en région Auvergne-Rhône-Alpes.

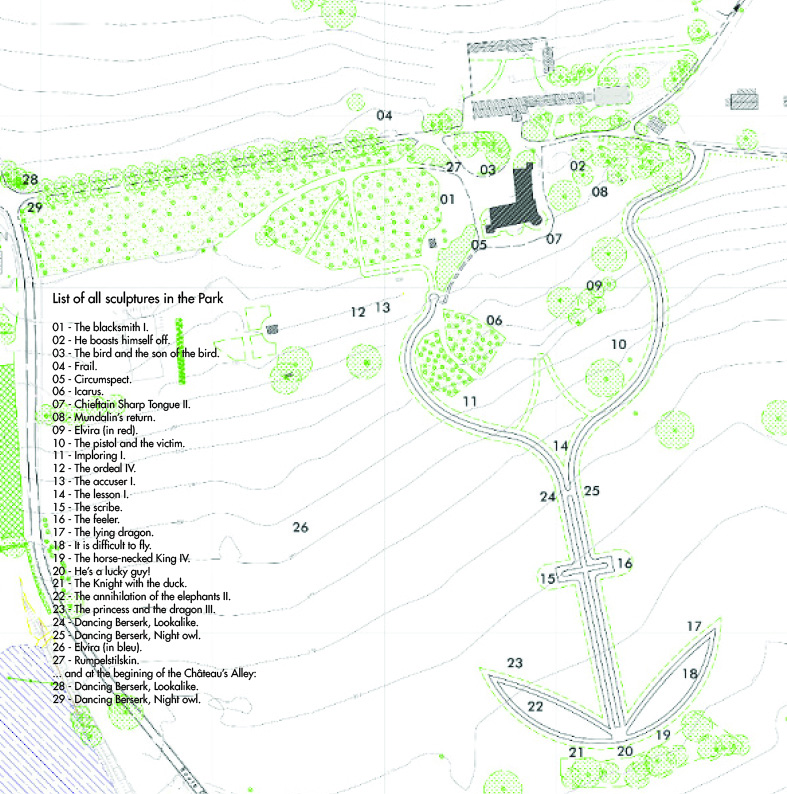
Le château des Fougis et l'emplacement des sculptures d'Erich Engelbrecht dans le parc.

## Description
Le corps de logis principal est de forme rectangulaire ; il est flanqué de deux tours carrées, ainsi que d'une tour ronde, et accompagné d'une aile en retour d'équerre au nord.
Les murs en briques polychromes présentent des motifs de losanges, tandis que l'encadrement des ouvertures est réalisé en calcaire blanc.

## Historique

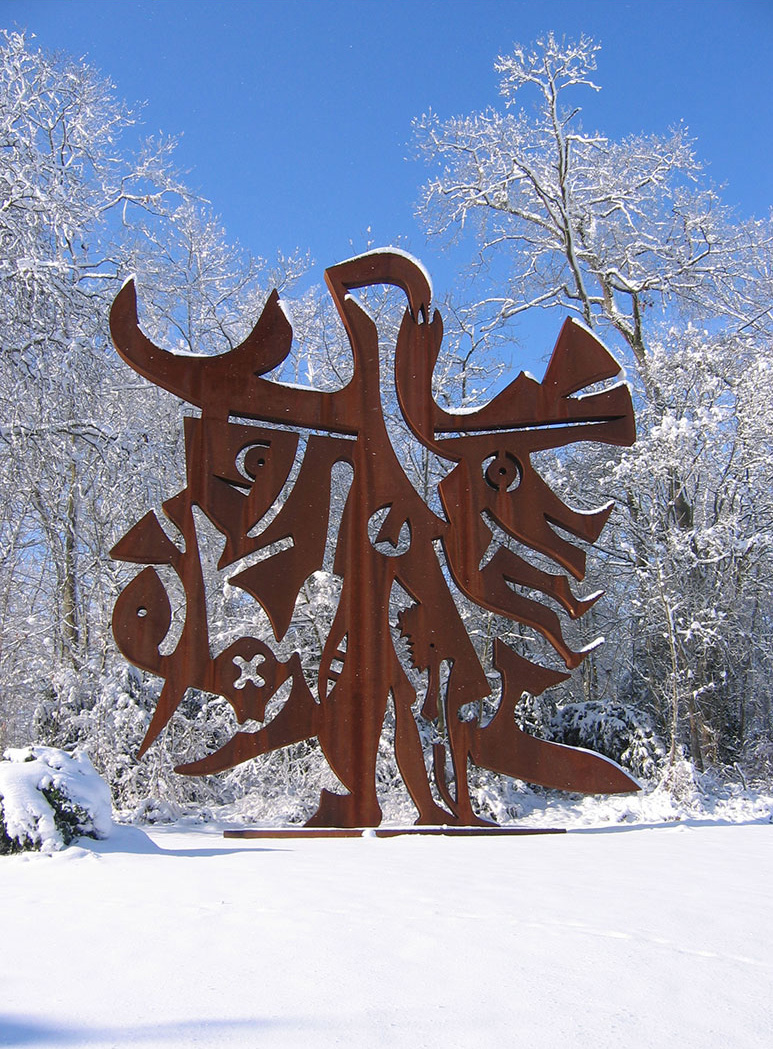
Sculpture en acier d'Erich Engelbrecht dans le parc des Fougis.

Le premier seigneur des Fougis connu est en 1461 Hugonin Le Long, écuyer, de la famille Le Long de Chenillat. Le domaine resta dans cette famille jusqu'à la Révolution. Le château actuel fut construit à la fin du XVIe siècle.
La famille le Long est propriétaire des Fougis jusqu’en 1727, date à laquelle le fief est légué à un neveu, Jean de Berthier de Bizy.
En 1802, le château est acheté par Antoine Clayeux (1750-1818), négociant en bois, dont le père, Jean Clayeux, était déjà fermier des Fougis en 1742. Le château reste dans cette famille jusqu'au début du XXIe siècle ; il fait l'objet d'aménagements importants vers 1900.
En 2001, la propriété est acquise par Erich Engelbrecht (Bielefeld, 1928 - Vichy, 2011), artiste allemand, qui a le projet d'en faire un parc de sculptures pour exposer ses sculptures monumentales en acier.
Le château, propriété privée, qui appartient aux héritiers d'Erich Engelbrecht, n'est pas ouvert à la visite. Mais le parc, où sont exposées les sculptures monumentales de l'artiste, au nombre de vingt-neuf, est ouvert au public.
L'édifice ne fait pas l'objet d'une protection au titre des monuments historiques.